# Žiče (Slovenske Konjice, Slovenija)
Ziče je naselje u slovenskoj Općini Slovenske Konjice. Ziče se nalazi u pokrajini Štajerskoj i statističkoj regiji Savinjskoj. 

## Stanovništvo
Prema popisu stanovništva iz 2002. godine naselje je imalo 520 stanovnika.